# Amorpha apiculata
Amorpha apiculata är en ärtväxtart som beskrevs av Ira Loren Wiggins. Amorpha apiculata ingår i släktet segelbuskar, och familjen ärtväxter. Inga underarter finns listade i Catalogue of Life.